# Eva Spott

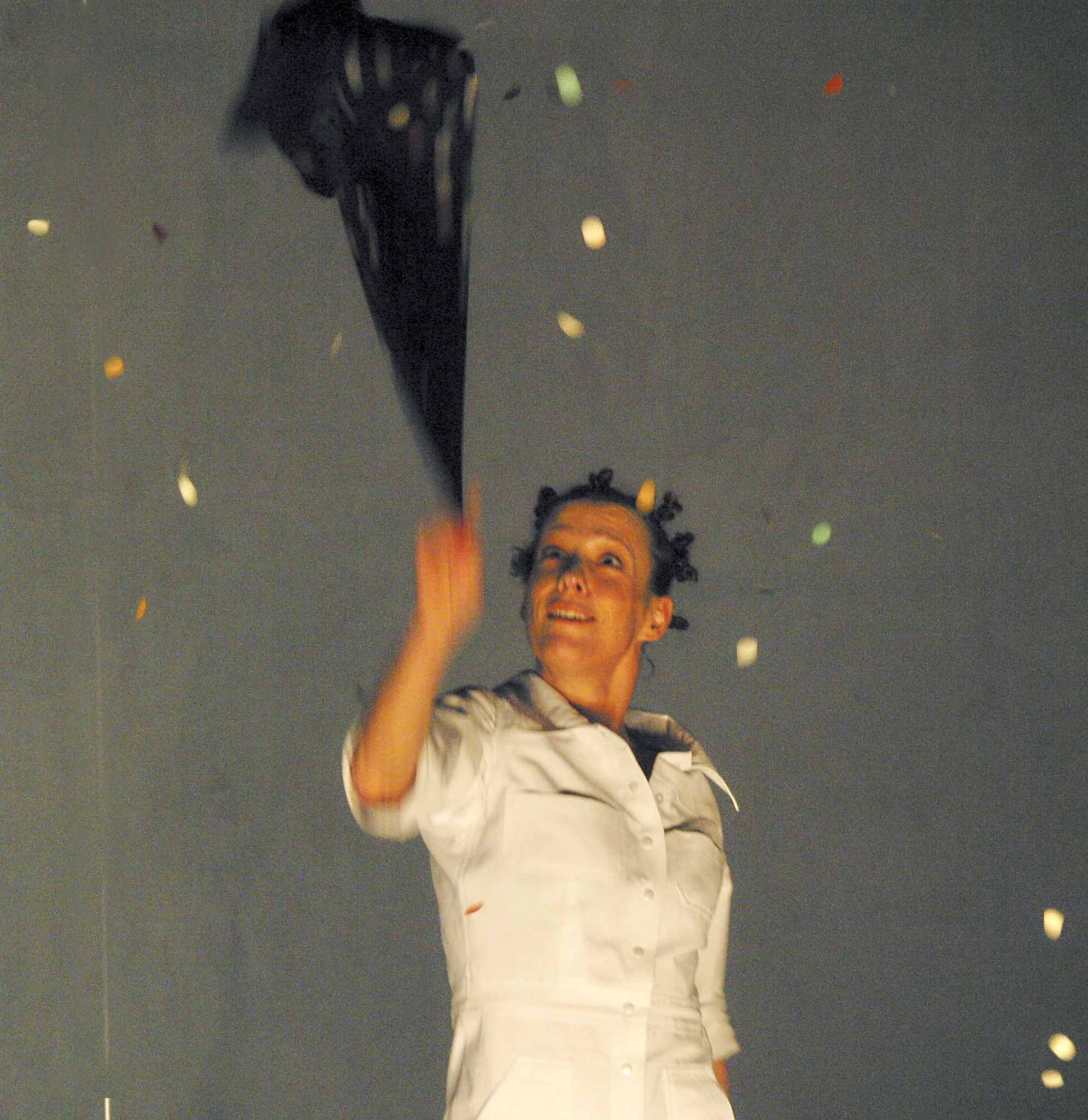
Eva Spott in der Rolle der Charlotte; Kirschgarten, Düsseldorf, 2005

Eva Spott (* 1960 in Krefeld) ist eine deutsche Schauspielerin und Hörspielsprecherin.

## Leben
Anfangs lebte Eva Spott mit ihren Eltern in Krefeld-Uerdingen, danach zog die Familie nach Traar, wo sie Nachbarn des Leiters des Kaiser-Wilhelm-Museums, Paul Wember (1913–1987) wurde. Wembers ermutigte Eva Spott, die Waldorfschule zu besuchen.
Auf der musisch ausgerichteten Schule machte sie erste Bühnenerfahrungen. Der Berufswunsch, Schauspielerin zu werden, entstand in dieser Zeit. Direkt nach dem Abitur 1980 wurde sie an der Münchner Schauspielschule Otto Falkenberg angenommen.
Anschließend nahm sie Engagements in Darmstadt (ab 1984) und Mainz (bis 1996) wahr. Von 1996 bis 2006 gehörte sie zum Ensemble des Düsseldorfer Schauspielhauses, wo sie unter der Leitung von Anna Badora, Michael Simon und Jürgen Gosch u. a. mit Johanna Liebeneiner spielte. Sie spielte die Charlotte in Tschechows Kirschgarten.
Ab 2007 war Eva Spott freiberuflich an verschiedenen Theatern tätig. Sie übernahm Rollen in Köln, Freiburg, Essen und Graz, zudem Film-, Fernseh- und Sprechrollen. Zum Teil war sie auch als Kostümbildnerin und Coach tätig und engagierte sich für Theaterarbeit mit Jugendlichen.
2010 wurde sie wieder festes Mitglied am Theater Krefeld und Mönchengladbach. Hier spielte sie die Claire Zachanassian in „Besuch der alten Dame“, Klytaimestra in der „Orestie“, Lady Macbeth, Frau Marthe in „Der Zerbrochene Krug“ und Martha in „Wer hat Angst vor Virginia Woolf“, Rosa in „Raub der Sabinerinnen“ und Maria Callas in dem Musiktheater „Meisterklasse“.
Zusätzlich spielt sie regelmäßig am Oldenburgischen Staatstheater.
2019 beteiligte sich Eva Spott an dem Thementag „Wonder Woman – Feminismus heute“ im Rahmen der Ausstellung von Ola Vasileva im Kaiser-Wilhelm-Museum, Krefeld.
2020 und 2021 rezitiert Eva Spott bei den Festivals „Wege durch das Land“ und „Literarischer Sommer“ aus Fontanes „Stechlin“ und „Die Dirigentin“ von Maria Peters.

## Filmografie (Auswahl)
- 1986/1987: Sommer in Lesmona
- 2004/2005: Ein toter Bruder, Fernsehfilm

## Hörspiele (Auswahl)
Die ARD-Hörspieldatenbank enthält (Stand: Mai 2024)für den Zeitraum von 1988 bis 2014 insgesamt 25 Datensätze, bei denen Eva Spott als Sprecherin geführt wird.
- 1984: Hans Henny Jahn: Medea (Amme) – Regie: Gerhard Kaminski (Hörspielbearbeitung – ORF Wien/Schauspielhaus (Wien))[2]
- 1988: Ekkes Frank: Osterrevoluzzer – Regie: Sigurd König (Kurzhörspiel – SDR)
- 1989: Petrina Stein: Wie Hans von der Kutsche kam – Regie: Sigurd König (Kurzhörspiel – SDR)
- 2004: Réjane Desvignes, Igor Bauersima: Tattoo (Naomi) – Regie: Igor Bauersima (Hörspielbearbeitung – DLR Berlin, Erstsendung: 22. Februar 2004)[3]
- 2004: Keigo Higashino: Mord am See (Yasuko) – Realisation und Regie: Jörg Schlüter (Hörspielbearbeitung, Kriminalhörspiel – WDR)
- 2006: Matthias Karow: Der Wanderer und seine Regenhaube (Pampootie) – Regie: Stefan Fries (Original-Hörspiel – WDR)
- 2006: Ludwig Fels: Jack kommt dann vorbei, er möchte uns fotografieren (Sprecherin) – Regie: Jörg Schlüter (Hörspielbearbeitung – WDR)
- 2007: Kai Meyer: Der Klabauterkrieg (2 Teile) (Kindra) – Regie: Jörg Schlüter (Originalhörspiel, Kinderhörspiel – WDR)
- 2008: David Zane Mairowitz: Marlov – Rumänische Rhapsodie (Elena) – Regie: Jörg Schlüter (Originalhörspiel, Kriminalhörspiel – WDR)
- 2008: Richard Powers: Das Echo der Erinnerung (2 Teile) (Sylvie) – Bearbeitung und Regie: Fabian von Freier (Hörspielbearbeitung – WDR)
- 2009: Dirk Schmidt: Ambassador (Kathrin Beermann, BKA) – Regie: Jörg Schlüter (Originalhörspiel, Kriminalhörspiel – WDR)
- 2011: Claudia Kattanek: Werewolf – Regie: Claudia Kattanek (Originalhörspiel, Kriminalhörspiel – Claudia Kattanek)
- 2014: Ulrich Land: Ambrose Bierce verschwindet (Interviewerin) – Regie: Jörg Schlüter (Originalhörspiel – WDR)